# El Castellar
El Castellar is een gemeente in de Spaanse provincie Teruel in de regio Aragón met een oppervlakte van 50,33 km². El Castellar telt 56 inwoners (1 januari 2016).

## Demografische ontwikkeling
Bron: INE, 1857-2011: volkstellingen